# 今夜ひとりのベッドで
『今夜ひとりのベッドで』（こんやひとりのベッドで）は、2005年10月20日から12月22日まで毎週木曜日22:00 - 22:54に、TBS系の「木曜22時」枠で放送された日本のテレビドラマ。主演は本木雅弘。

## あらすじ
本の装丁家の友永明之（本木雅弘）は、妻・友（瀬戸朝香）と幸せな結婚生活を送っていた。ある日、疎遠であった異母弟の市ノ瀬了（要潤）の結婚式に出ることになる。しかし、式の当日に突然、了は花嫁の十文字梓（奥菜恵）に別れてくれと言い、寺尾舞子（サエコ）と出て行ってしまう。

## 登場人物

### 主要人物
友永 明之〈38〉
演 - 本木雅弘
本の装丁を仕事にしており、事務所も持っている。友とは結婚7年目で、子供はいない。了とは異母兄弟であることもあって、仲が悪い。しかし、了の結婚を機に、式に参加。了が梓の前から逃げ出していくのを見てしまう。少々優柔不断な性格も災いして、梓の奔放さに振り回されてしまう。「激情」という本の装丁をする際、梓のガラス細工を参考にしようと思い、梓に願い出るもそれが2人の関係を急速に近づけていく原因となる。すき焼きに入っている下仁田ネギが大好物。
友永 友〈31〉
演 - 瀬戸朝香
作家だったころ、明之に装丁してもらったことがきっかけで結婚。子供がいないことに関しては不妊治療に取り組むぐらい切望している。家族に対して人一倍強い思いを持っており、明之と了には仲良くしてもらいたいがために、明之には内緒で了とつながっていた。明之の心に梓が入り込んでいることに気づき、梓に「これ以上明之の心に入り込むな」と釘を刺しに行くなど、はっきりした性格である。現在はトラベルコーディネーターをしている。
十文字 梓〈25〉
演 - 奥菜恵
ガラス工房を営んでいる。了と婚約していたが、結婚式の最中に了に土下座され、黙って受け入れた。その後は、兄である明之に、腹いせもあって絡んでいくがいつしか本気で明之のことを愛してしまう。裸足が好き。
市ノ瀬 了〈29〉
演 - 要潤
明之の異母弟。美容師をしている。梓との結婚式の当日に舞子とともに逃げてしまう。しかし、舞子にも捨てられてしまってからは梓に絡んでいく。明之のことがあまり好きではないせいか、明之への言葉にはとげが多い。
寺尾 舞子〈21〉
演 - サエコ
梓と了の結婚式の当日に現れて了を略奪して行った女性。しかし、子供ができ、その子供の父親が了ではないことから、了に一方的に別れを告げて出て行く。
久住 玲子〈39〉
演 - 羽田美智子
俊介の姉。明之の元彼女。明之が中学2年生、玲子が高校1年生のときに付き合っていた。今は、弁護士をしている。アメリカに自分の息子を残して日本で生活している。長年、実家に帰っていなかったが、ようやく帰ることができたらしい。調子に乗りやすく楽天的な性格。
久住 俊介〈38〉
演 - 佐々木蔵之介
玲子の弟。明之の親友かつ幼馴染。明之に友を紹介した。姉の玲子よりも落ち着いており、調子に乗った玲子をたしなめる役割もしている。実は長年友のことが好きだった。

### その他
今西 千佳〈37〉
演 - 明星真由美
梓のガラス工房で働くスタッフ。尋ねてきた了にバケツ1杯の水を吹っかけるなど、度胸がある。
飯田 真澄〈30〉
演 - 猫背椿
友の同僚。
鈴木 太一
演 - 斉藤暁
友の上司。
藤沢 拓巳〈22〉
演 - 北条隆博
明之の事務所で働くスタッフ。
滑川 純子〈20〉
演 - 中園友乃
明之の事務所で働くスタッフ。

## スタッフ
- 脚本 - 龍居由佳里
- 音楽 - 鷺巣詩郎
- 演出 - 生野慈朗、高成麻敏子、川嶋龍太郎
- 主題歌 - ポルノグラフィティ「ジョバイロ」（SME Records）
- プロデューサー - 伊佐野英樹
- 制作 - TBSテレビ
- 製作著作 - TBS

## 放送日程
| 話数                                                      | 放送日         | サブタイトル     | 演出       | 視聴率 |
| --------------------------------------------------------- | -------------- | ---------------- | ---------- | ------ |
| 第1話                                                     | 2005年10月20日 | 七年目の誘惑     | 生野慈朗   | 9.0%   |
| 第2話                                                     | 2005年10月27日 | 揺れはじめた夫婦 | 生野慈朗   | 7.4%   |
| 第3話                                                     | 2005年11月03日 | 裏切りの誕生日   | 高成麻敏子 | 7.1%   |
| 第4話                                                     | 2005年11月10日 | 妻の大胆な反撃   | 川嶋龍太郎 | 7.5%   |
| 第5話                                                     | 2005年11月17日 | 離婚届が舞う夜   | 生野慈朗   | 6.9%   |
| 第6話                                                     | 2005年11月24日 | 危険な夜の密会   | 高成麻敏子 | 6.1%   |
| 第7話                                                     | 2005年12月01日 | 親友の深い激情   | 川嶋龍太郎 | 6.2%   |
| 第8話                                                     | 2005年12月08日 | 元妻の妊娠疑惑   | 生野慈朗   | 4.8%   |
| 第9話                                                     | 2005年12月15日 | 運命のわかれ道   | 高成麻敏子 | 6.0%   |
| 最終話                                                    | 2005年12月22日 | 君をみつけに     | 生野慈朗   | 4.9%   |
| 平均視聴率 6.6%（視聴率は関東地区・ビデオリサーチ社調べ） |                |                  |            |        |